# 12. návštěvní expedice (ISS)
12. návštěvní expedice (zkráceně EP-12; rusky Двенадцатая экспедиция посещения, ЭП-12) na Mezinárodní vesmírnou stanici (ISS) byla krátkodobá výprava amerického manažera a podnikatele Charlese Simonyiho na stanici. Po jedenáctidenním pobytu na ISS a splnění plánovaného programu se Simonyi vrátil na Zem.

## Posádka

### Hlavní
- Charles Simonyi (1), účastník kosmického letu, soukromník

V závorkách je uveden dosavadní počet letů do vesmíru včetně této mise.

### Záložní
- Náhradník nebyl určen.

## Průběh výpravy

### Přípravy
Mezinárodní vesmírná stanice (ISS) byla od začátku listopadu 2000 trvale osídlena lidmi. Základní posádky stanice byly do havárie Columbie střídány raketoplány, jako záchranné čluny jim sloužily lodě Sojuz. Po přerušení letů raketoplánů v důsledku havárie byla velikost základních posádek stanice snížena na dva kosmonauty, jejichž dopravu zajišťovaly Sojuzy. Třetí místo v lodích obsazovali členové návštěvních posádek, po týdnu se vracející na Zem starým Sojuzem.
Místo v Sojuzu TMA-10 strartujícím v dubnu 2007 obsadil americký manažer a podnikatel Charles Simonyi. Předběžný kontrakt podepsal Simonyi se společností Space Adventures v dubnu 2006. V létě prošel lékařskými prohlídkami, 8. srpna mu Hlavní lékařská komise povolila výcvik a od 5. září 2006 se připravoval ve Středisku přípravy kosmonautů (CPK) v Hvězdném městečku. Podepsání definitivní dohody o letu na jaře 2007 oznámil Roskosmos 20. září 2006, vzhledem ke svému pracovnímu vytížení, nepobýval Simonyi ve Hvězdném městečku trvale, ale pouze v několika stážích.

### Let
Oleg Kotov a Fjodor Jurčichin z Expedice 15 společně se Simonyim odstartovali 7. dubna 2007 v 17:31 UTC z kosmodromu Bajkonur v lodi Sojuz TMA-10; po dvou dnech samostatného letu se 9. dubna ve 19:11 UTC spojili se stanicí.

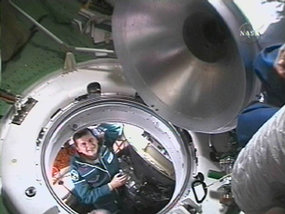
Charles Simonyi na palubě ISS

Po spojení se kosmonauti uvítali s posádkou ISS, vyložili náklad pro stanici a zahájili plánovanou činnost. Simonyi se věnoval studiu vlivu podmínek kosmického letu na bolestivost svalů zad v experimentu LBPE pro Evropskou kosmickou agenturu; odebral vzorky mikroflóry na stanici pro mikrobiologickou analýzu pro Roskosmos; pro maďarskou kosmickou agenturu Magyar Űrkutatási Iroda zkoumal metody radiačního stínění s využitím měření dávek záření dozimetry „Pille“ a konečně pro japonskou kosmickou agenturu JAXA zkoumal jednak možnosti využití vysokorozlišující televizní kamery HDVE v podmínkách kosmického letu a dále v experimentu Matrix dlouhodobý vliv kosmické radiace na elektronické prvky vysokorozlišujících televizních kamer. Dále uskutečnil radioamatérské spojení se středními školami státu Washington a Budapešti.
Simonyi se věnoval výše uvedenému programu 30 hodin, pomohl i Oleg Kotov; z 15 kg materiálu a osobních věcí, které měl Simonyi právo vyvézt na ISS, si mohl přivézt zpět třetinu.
Po jedenáctidenním pobytu na ISS se 21. dubna 2007 v 9:11 UTC Simonyi a vracející se posádka Expedice 14 v Sojuzu TMA-9 odpoutali od stanice a týž den v 12:31 UTC přistáli v severním Kazachstánu, 135 km severovýchodně od Džezkazganu.